# Dennis Aogo
Dennis Aogo (Karlsruhe, 1987. január 14. –) német labdarúgó, a német Bundesligában szereplő Hamburger SV játékosa. A 2013-14-es idényt kölcsönben tölti a Schalke csapatánál.

## Karrier
Aogo-nak az apja nigériai, anyja német. 1991-ben kezdett el a FV Grünwinkel-ben játszani. 2 évvel később csapatot váltott és a Bulacher SC-hoz igazolt.Egy év után ismét váltott, mégpedig a Karlsruhe-hoz ment. 2004-ben játszotta az első Bundesliga meccsét. A 2008/2009-es szezonban igazolt a Hamburger Sport-Verein-hez. 2008 októberében játszotta az első meccsét a Hamburg színeiben. A Hamburg-nál 4 éves szerződést írt alá.

### Válogatottban
2007 márciusában debütált a német U21-es válogatottban Ausztria ellen. Tagja volt a 2009-ben U21-es Eb-t nyerő csapatnak. Aogo a döntőben az utolsó 7 percben állt be.
2010 januárjában Joachim Löw behívta a nagy válogatottba. 2010 májusában debütált Málta ellen.
Tagja volt a 2010-es német világbajnoki keretnek, ahol csak a bronzmérkőzésen játszott Uruguay elleni 3-2-re megnyert meccsen. A találkozót végigjátszotta.